# Nikollë Gazulli
Nikollë Gazulli ur. 15 czerwca 1894 we wsi Dajç k. Zadrimy, zm. 22 marca 1945 we wsi Vrith, okręg Malësi e Madhe) – albański duchowny katolicki, etnolog, historyk i językoznawca, brat Gjona Gazulliego. 

## Życiorys
Syn Luka Gazulliego. Uczył się początkowo w rodzinnej wsi, a następnie w Seminarium Papieskim w Szkodrze. Studia teologiczne odbył na uniwersytecie w Innsbrucku. W 1917 w Rzymie został wyświęcony na księdza. Po święceniach pracował w parafii Shkrel, a następnie w Pukë i w Dajç i Bregut. W roku 1927 został skazany na 4 lata więzienia za wspieranie antypaństwowej działalności swojego brata. Karę odbywał w więzieniu w Gjirokastrze. Więzienie opuścił w 1930.
Oprócz pracy duszpasterskiej zbierał materiał onomastyczny na terenie północnej Albanii. W 1941 wydał Fjalorth i ri (Nowy słownik), kolekcję słów rzadko używanych z tego rejonu. Pod pseudonimami „G” i „Gelasius” w latach 1939–1943 prowadził rubrykę Fjalori Onomastik (Słownik Onomastyczny) w czasopiśmie Hylli i Dritës. 22 marca 1945 został zamordowany przez partyzantów komunistycznych i pochowany we wsi Sterkujë.